# Thể liên kết
Thể liên kết (tiếng Anh: desmosome (/ˈdɛzməˌsoʊm/ ), tiếng Latin: adherens macula (số nhiều: maculae adherentes)) là một cấu trúc tế bào chuyên biệt trong sự liên kết và truyền thông tin đặc biệt ở mặt bên tế bào. Thể liên kết tựa như những "mối hàn" sắp xếp ngẫu nhiên, liên kết từng điểm của hai màng bào tương cạnh nhau. Đây là một trong những hình thức liên kết giữa tế bào-tế bào khá chặt chẽ, tìm thấy ở các mô phải chịu áp lực cơ học mạnh như mô cơ tim, mô bàng quang, niêm mạc thành ống tiêu hóa và biểu mô.

## Lịch sử
Thể liên kết được phát hiện đầu tiên bởi nhà nghiên cứu bệnh học người Ý Giulio Bizzozero. Ông đặt tên là "nút đặc" hay "nút Bizzozero". Năm 1920, thuật ngữ " Thể liên kết " do Josef Schaffer đề xuất. Đây là sự kết hợp của desmo-, tiếng Tân Latin mượn từ desmos (tiếng Hy Lạp, nghĩa là xương), mang ý nghĩa ràng buộc hoặc những thứ liên kết với nhau; với -some, xuất phát từ soma, cơ thể. Như vậy desmosome dịch sang tiếng Việt là "thể liên kết".

## Cấu trúc
Thể liên kết gồm các phức hệ xơ trung gian-thể liên kết (desmosome-intermediate filament complex - DIFC), là một mạng lưới các protein cadherin, protein liên kết và các xơ trung gian keratin. DIFC chia thành ba vùng: vùng lõi ngoại bào (desmoglea), phần bám ngoại bào (ODP) và phần bám đặc nội bào (IDP.) 
Vùng lõi ngoại bào dài khoảng 34 nm, chứa desmoglein và desmocollin, thuộc họ cadherin của protein bám dính tế bào. Cả hai protein đều có 5 miền ngoại bào và có vị trí gắn calci.  Calci ngoại bào giúp hình thành sự kết dính cadherin bằng cách cho phép miền ngoại bào cadherin trên cấu trúc protein desmoglein và desmocollin cứng lại. Chúng liên kết với nhau thông qua tương tác dị thể ở ngoài tế bào, gần đuôi-N, trái ngược với đặc tính liên kết đồng lập thể của các protein cadherin khác. Desmoglein và desmocollin có một vùng xuyên màng duy nhất cộng thêm một mỏ neo nội bào để ổn định vị trí trên màng tế bào. Desmoglein và dạng desmocollin Dsc "a" liên kết với plakoglobin qua miền cadherin nội bào.
Phần bám đặc ngoại bào dài khoảng 15–20 nm, chứa
1. đuôi phần nội bào của desmocollin và desmoglein
2. đuôi N của desmoplakin
3. họ armadillo của protein trung gian plakoglobin và plakophilin.[3]

Protein armadillo có liên quan đến xơ trung gian gắn vào xơ nội bào và protein màng tế bào. Protein armadillo protein gồm β-catenin, P120-catenin, plakoglobin (γ-catenin), và plakophilins 1-3. Trong thể liên kết, plakoglobin và plakophilin giúp bảo tồn các xơ desmoplakin và xơ keratin cho cấu trúc thể liên kết. Protein plakoglobin có 12 "cánh tay" với cấu trúc đầu và đuôi. Protein lakophillins có 9 "cánh tay" và tồn tại ở 2 dạng đồng phân: dạng "a" ngắn và dạng "b" dài.

## Bệnh tật
Desmoglein 1 trong trường hợp cơ thể dị hợp tử đã biểu hiện ngay kiểu hình đột biến dẫn đến bệnh dày sừng lòng bàn tay (hay Hội chứng Carvajal, tiếng Anh: Striate palmoplantar keratoderma) bệnh mà lớp biểu bì dày lên, bàn chân dạng dải, tóc quăn và bệnh cơ tim giãn thất trái. Thiếu hụt desmoglein 4 dẫn đến bệnh liên quan đến nang lông.
Ly thượng bì bọng nước thể đơn giản (Epidermolysis bullosa simplex - EBS) là một bệnh phồng rộp biểu bì gây ra bởi đột biến gen mã hóa keratin 5 và 14, gắn với desmoplakin. Biểu hiện: vỡ lớp biểu bì khi gặp áp lực. Loạn sản ngoại bì là do đột biến plakophillin 1, khiến các xơ trung gian và protein desmoplakin tách ra khỏi thể liên kết.